# Clash at the Castle: Scotland
WWE Clash at the Castle 2024 is een professioneel-worstel-pay-per-view- (PPV) en WWE Network-evenement georganiseerd door de Amerikaanse worstelorganisatie WWE voor hun Raw- en SmackDown-brands. Het evenement vond plaats op 15 juni 2024 in het OVO Hydro in Glasgow, Schotland.

## Productie

### Verhaallijnen
Het evenement zal wedstrijden bevatten die voortkomen uit gescripte verhaallijnen. De uitslagen worden van tevoren bepaald door de schrijvers van WWE voor de Raw- en SmackDown-merken, terwijl de verhaallijnen worden ontwikkeld op WWE's wekelijkse tv-shows, Monday Night Raw en Friday Night SmackDown.

## Matches
| Nr. | Wedstrijd                                                                                  | Winnaar(s)                 | Opmerkingen                                                              | Bron  |
| --- | ------------------------------------------------------------------------------------------ | -------------------------- | ------------------------------------------------------------------------ | ----- |
| 1   | Damian Priest (c) vs. Drew McIntyre                                                        | Damian Priest              | Een tegen een wedstrijd voor het World Heavyweight Championship.         | [ 1 ] |
| 2   | Bayley (c) vs. Piper Niven (met Chelsea Green)                                             | Bayley                     | Een tegen een wedstrijd voor het WWE Women's Championship.               | [ 2 ] |
| 3   | Sami Zayn (c) vs.Chad Gable (met Otis & Maxxine Dupri)                                     | Sami Zayn                  | Een tegen een wedstrijd voor het WWE Intercontinental Championship.      | [ 3 ] |
| 4   | Cody Rhodes (c) vs. AJ Styles                                                              | Cody Rhodes                | "I Quit" match voor het Undisputed WWE Championship.                     | [ 4 ] |
| 5   | Bianca Belair & Jade Cargill (c) vs. Alba Fyre & Isla Dawn vs. Shayna Baszler & Zoey Stark | Alba Fyre & Isla Dawn (nc) | Triple threat tag team match voor het WWE Women's Tag Team Championship. | [ 5 ] |

- (c) = Huidige kampioen
- (nc)= Nieuwe kampioen